# Museo della carta, della stampa e dell'informazione
Il museo della carta, della stampa e dell'informazione era sito in via Salaria 971 (altezza chilometro 9,700) nella zona Castel Giubileo a Roma.

## Storia
Il museo è stato fondato nel 1980 nei locali della ex Cartiera Salaria. Con la soppressione nel 1994 dell'Ente nazionale per la cellulosa e la carta, l'ex cartiera era passata in comodato all'Istituto Poligrafico Italiano.
Dopo che la società che la gestiva è stata messa in liquidazione il museo è stato chiuso.
Dal 2009 al 2016 l'edificio è stato adibito a centro di accoglienza per i nomadi sgomberati da insediamenti abusivi della città; dopo dei lavori di riqualificazione come centro culturale, l'ex Cartiera Salaria ha riaperto le porte come location per eventi aziendali con il nome di CityLab 971.
Nell'attuale progetto della ex cartiera non vi è traccia del museo della carta. Esso attende quindi un nuovo spazio d'allestimento.

## Descrizione
Tra i pezzi conservati si annoverano una raffinatrice olandese, una pressa per carta umida del XII secolo, una macchina continua in tondo con delle vasche in pietra risalenti al 1840, ed utilizzata fino al 1950, un pilo usato per la macerazione di cenci risalente al XVIII secolo; una parte del museo dà attenzione alle macchine di Johann Gutenberg ed ai suoi caratteri mobili. Inoltre vi è una pila a maglio realizzata mediante un progetto originale risalente al medioevo, con vasche in pietra del 1500 questa macchina veniva usata dai mastri cartai per ottenere la completa triturazione dei cenci. Tra le opere minori vi è la più piccola edizione dell'Ave Maria edizione italiana, con un libretto misurante un centimetro per lato.

## Collegamenti
|  | È raggiungibile dalle stazioni di Nuovo Salario e Fidene. |